# الفبای خمری
الفبای خمری (خمر: អក្សរខ្មែរ) یک نوع ابوگیدا است که برای نوشتن زبان خمری استفاده می شود.